# Vanaussaia
Vanaussaia es una localidad situada en el municipio de Peipsiääre, en el condado de Tartu, Estonia. Según el censo de 2011, tiene una población de 47 habitantes.
Está ubicada al noreste del condado, cerca del río Emajõgi, de la orilla occidental del lago Peipus y de la frontera con el condado de Jõgeva.